# Barroquinha
Barroquinha es un municipio brasileño situado en el estado de Ceará. Tiene una población estimada, en 2024, de 14 977 habitantes.

## Historia
Los tremembé fueron los primeros habitantes de la región. La zona recibió comenzó a recibir expediciones militares y religiosas a partir del siglo XVII.
Barroquinha obtiene una definitiva posición en la historia de Ceará cuando en 1880 es consagrado el acuerdo para el litigio territorial entre Ceará y Piauí.

## Clima
El clima de la localidad es tropical caliente semiárido suave, con un promedio de lluvias de 1164.4 mm. Las lluvias se concentran de enero a mayo.